# Museum of Contemporary Photography
Das Museum of Contemporary Photography (MoCP) ist ein Museum für zeitgenössische Fotografie und wurde 1976 vom Columbia College in Chicago gegründet. Es verfolgt eine abwechslungsreiche Ausstellungspolitik und bemüht sich, herausragende und auch aufstrebende Talente zu entdecken. Neben seiner ständigen Sammlung beherbergt das Museum das sogenannte Projekt MPP, das Bilder und Kunstwerke von Fotografen enthält, die im Mittleren Westen der USA beheimatet sind.

## Sammlung
Die ständige Sammlung des Museums konzentriert sich auf bedeutende amerikanische und internationale Fotografie des 20. Jahrhunderts bis heute. Sie umfasst unter anderem Werke von Ansel Adams, Tina Barney, Harry Callahan, Henri Cartier-Bresson, Julia Margaret Cameron, Louise Dahl-Wolfe, Walker Evans, Dorothea Lange, Marc Lüders, Richard Mosse, Pieter Ombregt, Irving Penn, Sandy Skoglund, Aaron Siskind und Victor Skrebneski. Es handelt sich um über 10.000 Exponate, von Daguerreotypien über Farbkompositionen, Fotogramme, Fotoreportagen und Installationen bis zu aktuellen digitalen Experimenten.

## Ausstellungen (Auswahl)
Ausstellungen des Museums seit 2001:
- Paul Shambroom: Evidence of Democracy, 3. Oktober – 5. Dezember 2003[3][4]
- Michael Wolf: The Transparent City and Work/Place, 14. November 2008 – 31. Januar 2009[5][6]
- Guy Tillim: Avenue Patrice Lumumba, 10. Januar 2010 bis 6. März 2011[7][8]
- geplant: North Korean Perspectives vom 23. Juli – 4. Oktober 2015. Die Ausstellung teilt sich in zwei Bereiche: einmal in offizielle Ansichten der Nordkoreanischen Regierung, die nur einen politisch eingeschränkten Blick auf das weitgehend abgeschottete Land zulässt und zum anderen in weitgehend unzensierte Bilder vor allem ausländischer Bildjournalisten.